# Бој Џорџ
Бој Џорџ (енгл. Boy George; Лондон, 14. јун 1961) је енглески певач и композитор. Током осамдесетих година 20 века, Бој Џорџ је био певач поп бенда Калчер клаб (енгл. Culture Club). Одрастао је у великој породици радничке класе у предграђу Лондона. Током целе каријере има посебан стил облачења, један је од највећих ексцентрика светске музичке сцене и поп икона осамдесетих. Декларише се као бисексуалац.